# Max Roach
Maxwell Lemuel Roach (New Land, Carolina do Norte, em 10 de Janeiro de 1924 - Nova York, 16 de agosto de 2007) foi um percussionista, baterista e compositor de jazz estado-unidense.

## Vida pessoal
Tendo nascido em New Land, Carolina do Norte, sua família mudou para o Brooklyn quando Roach tinha quatro anos. Ele cresceu num contexto musical, sendo a mãe cantora de música gospel, e começou muito jovem a tocar clarim em bandas de música. Com dez anos ele já tovava bateria em algumas bandas de música gospel. Sua primeira grande apresentação foi em Nova York aos dezasseis anos, substituindo Sonny Greer numa performance com a Duke Ellington Orchestra.

## Carreira
Em 1942, começou a sair para os clubes de jazz da rua 52, em Manhattan. Ele foi um dos primeiros bateristas (juntamente com Kenny Clarke) a tocar o estilo bebop e atuou em bandas lideradas por Dizzy Gillespie, Charlie Parker, Thelonious Monk, Coleman Hawkins, Bud Powell e Miles Davis. Roach tocou em grandes discos de Charlie Parker, incluindo a Savoy Session, em, um divisor de águas das gravações de jazz.
Em 1952, diplomou-se em percussão na Manhattan school of Music e no mesmo ano fundou, com Charles Mingus, a Debut Records.
Em 1954 contribuiu para a criação do estilo Hard Bop com um quinteto composto po Clifford Brown no trompete, Harold Land no saxofone tenor (substituído no ano seguinte por Sonny Rollins), Richie Powell no piano e George Morrow no contrabaixo. Após a morte de Powell e Brown num acidente rodoviário em 1956, Roach continuou a tocar em quinteto com Kenny Dorham, substituído por Booker Little (que morreria pouco depois, de uremia, com 23 anos) ao trompete, George Coleman no saxofone tenor e Ray Bryant ao piano. Com este quinteto Roach abandonou os standards "Hard Bop", utilizando os ritmos em 3/4 e os modos de valsa, culminando, em 1957, no álbum Jazz in 3/4 time.
Em 1960 compôs e gravou em parte "We Insist! Freedom Now suite", uma suite sobre as palavras de Oscar Brown Jr. para responder ao convite de contribuir à comemoração do centenário da "proclamação de emancipação", de Abraham Lincoln. Sua inclusão na "lista negra"  da indústria fonográfica americana por parte dos anos sessenta impediu que o baterista contribuísse com a sua arte para comentar a experiência dos afroamericanos. Com o disco Drums Unlimited, composto quase exclusivamente de solos de bateria, demonstrou que a bateria é um instrumento capaz de realizar temas, variações e melodias. Essa experiência foi repetida e ampliada em 1980, quando gravou M'Boom, um álbum só de percussionistas (Ray Brooks, Joe Chambers, Omar Clay, Ray Mantilla, Warren Smith Freddie Waits, Kenyatta Abdur-Rahman, Fred King) com os quais efettuou diversos concertos nos anos seguintes.
Entre 1962 e 1970, Roach foi casado com a cantora Abbey Lincoln, presente em muitas de suas gravações.
Entre as gravações de Max Roach é importante ressaltar Money Jungle, de 1962, com um trio composto por Charles Mingus e Duke Ellington. Na contracapa do disco lê-se "Não um trio, um triunvirato".
Profundamente envolvido no ensino de jazz, em 1972 Roach foi contratado como parte do corpo docente da Universidade de Massachusetts Amherst (UMass), onde lecionou até a década de 1990.

## Últimos anos
A partir de 2000 Roach tornou-se menos ativo em decorrência de uma enfermidade cerebral.
O músico obteve, ao longo de sua vida, um imenso número de premiações e homenagens. Foi um dos primeiros a receber o prêmio de "Gênio" pela Fundação MacArthur; venceu duas vezes o Grand Prix du Disque francês; foi eleito para o Hall da Fama da Sociedade Percussiva Internacinal e também para o da revista Downbeat; recebeu em Harvard o prêmio de "Jazz Master" (Mestre do Jazz); ganhou  oito doutorados honoris causa, incluindo pela Universidade de Bologna, na Itália, e pela Universidade de Columbia, nos EUA.
Foi sepultado no Cemitério de Woodlawn.